# Festival van San Remo 1957
Het Festival van San Remo 1957 was de zevende editie van de liedjeswedstrijd. De winnaar werd afgevaardigd naar het Eurovisiesongfestival 1957. 

## Finale
1. Corde della mia chitarra (Giuseppe Fiorelli & Mario Ruccione) Claudio Villa – Nunzio Gallo
2. Usignolo (Luigi Luciano Martelli, Castellani & Carlo Concina) Claudio Villa – Giorgio Consolini
3. Scusami (Biri, Walter Malgoni & Mario Perrone) Gino Latilla – Tonina Torrielli
4. Casetta in Canadà (Mario Panzeri & Vittorio Mascheroni) Carla Boni, Gino Latilla e Duo Fasano – Gloria Christian & Poker di Voci
5. Cancello tra le rose (De Paolis-Bertini) Claudio Villa – Giorgio Consolini
6. Il pericolo numero uno (Bonagura-Cozzoli) Claudio Villa & Gino Latilla – Natalino Otto & Poker di Voci
7. Intorno a te è sempre primavera (M. De Angelis) Tina Allori – Tonina Torrielli
8. Per una volta ancora (Bertini-Giovanni D'Anzi) Carla Boni – Nunzio Gallo
9. Un filo di speranza (Gian Carlo Testoni-Saverio Seracini) Gino Baldi e Duo Fasano – Natalino Otto & Poker di Voci
10. Le trote blu (Calcagno-Gelmini) Carla Boni e Duo Fasano – Gloria Christian, Natalino Otto & Poker di Voci

## Halvefinalisten
- A poco a poco (Rivi-Innocenzi) Gino Latilla – Luciano Virgili
- Ancora ci credo (Fecchi-Campanozzi) Tina Allori – Flo Sandon's
- Estasi (Da Vinci-Lucci) Fiorella Bini – Flo Sandon's
- Finalmente (Bonavolontà-Rivi) Gino Baldi – Luciano Virgili
- Nel giardino del mio cuore (Gian Carlo Testoni-Gorni Kramer) Gino Baldi – Jula De Palma
- Non ti ricordi più? (Da Vinci-Poggiali) Gino Latilla – Nunzio Gallo
- Raggio nella nebbia (Salina-Pagano) Fiorella Bini e Duo Fasano – Jula De Palma e Poker di Voci
- Un certo sorriso (Ruccione-Fiorelli) Gianni Ravera – Natalino Otto
- Un sogno di cristallo (Testa-Calvi) Carla Boni – Jula De Palma

1951 · 1952 · 1953 · 1954 · 1955 · 1956 · 1957 · 1958 · 1959 · 1960 · 1961 · 1962 · 1963 · 1964 · 1965 · 1966 · 1967 · 1968 · 1969 · 1970 · 1971 · 1972 · 1973 · 1974 · 1975 · 1976 · 1977 · 1978 · 1979 · 1980 · 1981 · 1982 · 1983 · 1984 · 1985 · 1986 · 1987 · 1988 · 1989 · 1990 · 1991 · 1992 · 1993 · 1994 · 1995 · 1996 · 1997 · 1998 · 1999 · 2000 · 2001 · 2002 · 2003 · 2004 · 2005 · 2006 · 2007 · 2008 · 2009 · 2010 · 2011 · 2012 · 2013 · 2014 · 2015 · 2016 · 2017 · 2018 · 2019 · 2020 · 2021 · 2022 · 2023 · 2024 · 2025